# موتور پمپ شمس
موتور پمپ شمس یک منطقهٔ مسکونی در ایران است که در دهستان ارزوئیه واقع شده‌است.